# Hrabșciîna, Lîpova Dolîna
Hrabșciîna (în ucraineană Грабщина) este un sat în comuna Iahanivka din raionul Lîpova Dolîna, regiunea Sumî, Ucraina.

## Demografie
Componența lingvistică a localității Hrabșciîna
     Ucraineană (98,38%)
     Rusă (1,62%)
Conform recensământului din 2001, majoritatea populației localității Hrabșciîna era vorbitoare de ucraineană (98,38%), existând în minoritate și vorbitori de rusă (1,62%).